# Notre-Dame (Tournai)
 For alternative betydninger, se Notre Dame.
Notre-Dame-katedralen i Tournai i Belgien blev bygget i den første halvdel af det 12. århundrede. Katedralen er især kendetegnet af et meget stort romansk midterskib. Koret som blev genopbygget i det 13. århundrede er udelukkende i gotisk stil.
De unggotiske kor på tværskibet menes at være forbilledet for Roskilde domkirkes kor.
Katedralen indskrevet på UNESCOs Verdensarvsliste i 2000
- Vestsiden
- Skibet set mod alteret, (mod øst)
- Tegning af gulvplan
- Udfrielsen af sjælene i skærsilden, malet ca. 1635 af Rubens
- Glasmosaik over orgelet, mod vest